# Tadeusz Rychter

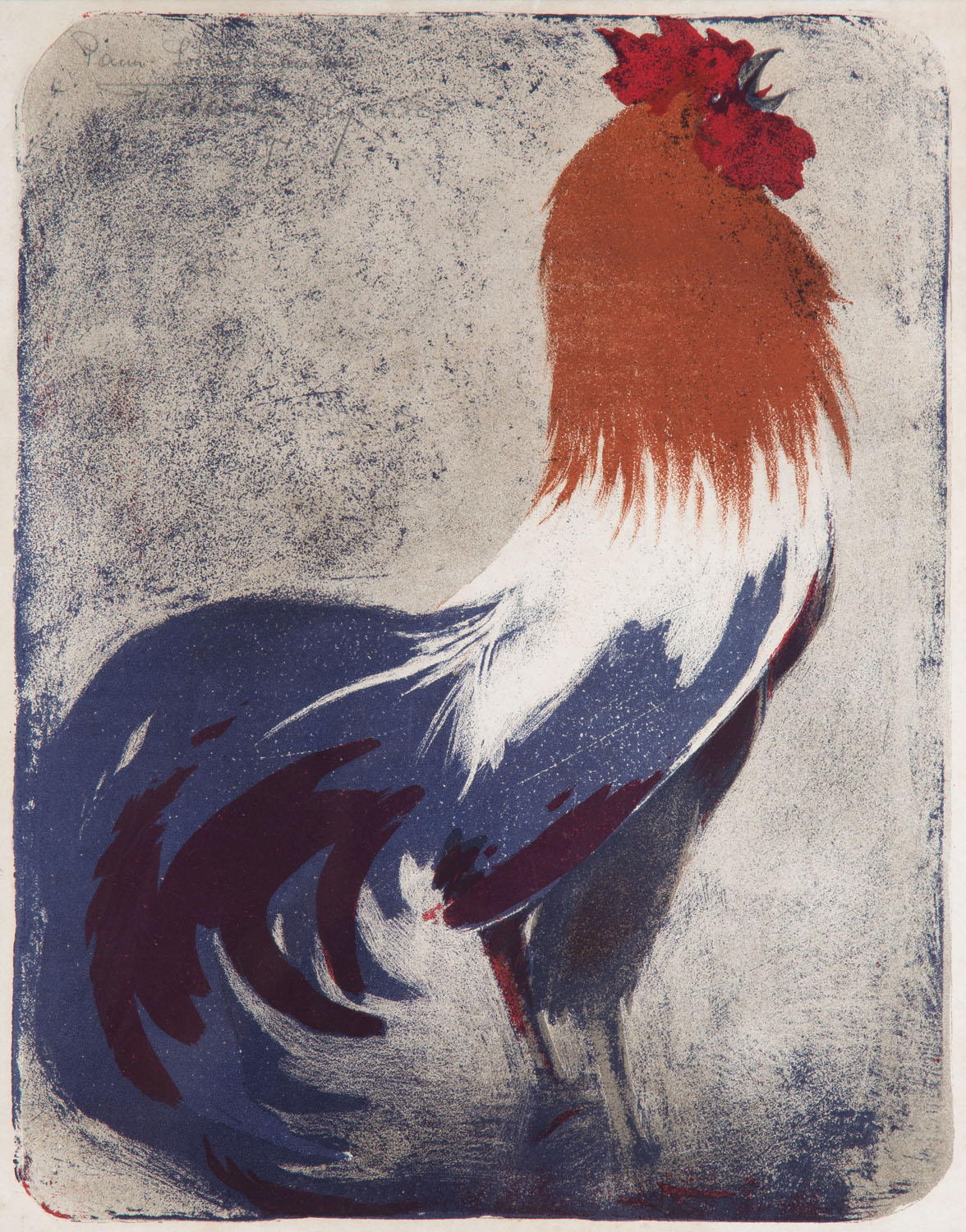
Gallischer Hahn

Tadeusz Rychter (* 1870 in Lemberg, Österreich-Ungarn; † 1943 in Warschau) war ein polnischer Porträt- und Genremaler.

## Leben
Tadeusz Rychter studierte an der Akademie der Bildenden Künste Krakau bei Teodor Axentowicz und nahm an den Klassen des Ateliers von Jan Stanisławski teil. Rychter setzte das Studium ab dem 2. Juni 1896 an der Königlichen Akademie der Künste München bei Nikolaus Gysis fort. Von dort reiste er nach Italien und kehrte 1898 nach München zurück um weiter in der Malschule von Simon Hollósy zu studieren. Im Studienjahr 1899/1900 wurde er als Schüler von Józef Unierzyski an der Akademie der Bildenden Künste in Krakau eingeschrieben.
Am 26. Oktober 1900 heiratete er in Lemberg die Malerin Bronisława Janowska. Gemeinsam reiste das junge Paar in die Schweiz, nach Italien, Spanien und Frankreich. Mitte 1901 lebte und studierte die Familie Rychter in München. Die Ehe blieb kinderlos, sie wurde 1910 getrennt und am 21. Januar 1919 geschieden.
1902 zog Tadeusz Rychter nach Krakau, wo er sich am lokalen künstlerischen Leben beteiligte, darunter in Zusammenarbeit mit dem Künstlerkabarett „Zielony Balonik“. Neben den Gemälden fertigte er auch Poster und Exlibris an, oft beeinflusst von der japanischen Kunst.
1908 reiste er nach Ägypten, war in Kairo und auch in Port Said. Anfang 1909 hielt er sich in Berlin auf, im März 1909 kehrte er nach Krakau zurück. 1910 lebte er wieder in Berlin und verdiente sich dort sein Geld mit Kinderporträts.
Im Ersten Weltkrieg diente er in den Polnischen Legionen, nahm am Feldzug in den Karpaten teil. 1915 stellte er auf der Legionärsausstellung in Warschau aus. In den Jahren 1915–1916 war er Hauptmann der 2. Feuerwehr in Warschau. 1916 arbeitete er als Zensor bei dem Postamt in Lemberg, von wo er nach Wien versetzt wurde. 1917 kehrte er nach Warschau zurück. Er blieb jedoch kurze Zeit im Land, 1918 hielt er sich in München auf, wo er schwer an einer Lungenentzündung erkrankte. In den folgenden Jahren erschienen nur seine Exlibris selten auf nationalen Ausstellungen. Später verbrachte er einige Jahre in Jerusalem, kehrte dann nach Polen zurück.